# 罪愛 (電影)
《罪愛》是2010年在中國大陸的一套製作中的電影，以「懶到餓死」的河南省信陽市羅山縣青年楊鎖（1986年—2009年）的生平為藍本，並由同為信陽同鄉的大陸演員陳姍姍製作，由17歲的青少演員陳漢璋扮演楊鎖。